# فلسفة وسياسة واقتصاد
الفلسفة والسياسة والاقتصاد أو (PPE) هي درجة جامعية أو دراسات عليا متعددة التخصصات تجمع بين دراسة ثلاثة تخصّصات من فروع العلوم الإنسانية. كانت أوّل مؤسسة تمنح درجات علمية في الفلسفة والسياسة والاقتصاد معاً هي جامعة أكسفورد في عشرينيات القرن العشرين، وقد تخصص في هذا المجال عددًا كبيرًا من السياسيين والفلاسفة والشخصيات البارزة حول العالم مثل أون سان سو تشي، وهي سياسية حائزة على جائزة نوبل للسلام ومستشار الدولة في ميانمار، والأميرة هيا بنت الحسين ابنة الملك الحسين بن طلال ملك الأردن السابق، والكاتب والصحفي البريطاني الأمريكي كريستوفر هيتشنز، والكاتب والمخرج الحائز على جائزة الأوسكار فلوريان هينكيل فون دونيرسمارك، والفيلسوفة البريطانية فيليبا فوت، والفيلسوف البريطاني مايكل دوميت ، ورئيس وزراء المملكة المتحدة الأسبق هارولد ويلسون، ورئيس وزراء المملكة المتحدة الأسبق إدوارد هيث، ورئيس وزراء المملكة المتحدة الأسبق ديفيد كاميرون، والسياسي البريطاني هيو جيتسكيل، والسياسي البريطاني ويليام هيغ والسياسي البريطاني إد ميليباند، ورئيسة الوزراء الباكستانية السابقة بينظير بوتو، ورئيس الوزراء الحالي لباكستان عمران خان، ورئيس وزراء أستراليا الأسبق مالكولم فريزر، ورئيس وزراء أستراليا الأسبق بوب هوك، ورئيس وزراء أستراليا الأسبق توني أبوت.
حظيت دراسة الفلسفة والسياسة والاقتصاد في عام 2017 باهتمام عالميّ خاص في وسائل الإعلام، حين انضمت الناشطة الباكستانية الحائزة على جائزة نوبل للسلام ملالا يوسفزاي إلى جامعة أوكسفورد لدراسة هذا الفرع من العلوم.

## الجامعات

### في المملكة المتحدة
بدأت جامعة يورك البريطانية في ثمانينيات القرن العشرين تحذو حذو جامعة أكسفورد وتمنح درجة علمية في الفلسفة والسياسة والاقتصاد اعتماداً على نموذج أكسفورد، ثم تبعتها جامعة كينغز كوليدج بلندن، ثم جامعة وارويك، وجامعة مانشستر وعدّة جامعات بريطانية أخرى في وقت لاحق، بيد أن فلسفة وسياسة واقتصاد جامعة أكسفورد على حد تعبير هيئة الإذاعة البريطانية (البي بي سي) كانت تهيمن على أوجه الحياة العامة في المملكة المتحدة.
تُدرس الفلسفة والسياسة والاقتصاد الآن كتخصص متكامل في العديد من الكليات والجامعات الرائدة الأخرى حول العالم، كما أضافت كل من جامعة وارويك، وجامعة كينجز كوليدج مؤخراً درجة علمية مشابهة جديدة تنطوي على دراسة السياسة والفلسفة والقانون (PPL) بهدف إتاحة بديل آخر لشهادات الفلسفة والسياسة والاقتصاد التقليديّة.

### في الولايات المتحدة
تمنح ثلاثة جامعات في الولايات المتحدة الأمريكيّة خالياً درجات علميّة في الفلسفة والسياسة والاقتصاد معاً وهي: جامعة بنسلفانيا، وكلية دارتموث، وجامعة ييل التي تمنح الدرجة العلمية ذاتها ولكن تحت مُسمّى الأخلاق والسياسة والاقتصاد.
أسست جامعة فرجينيا للتقنية في عام 2020، إلى جانب برامج درجة البكالوريوس في الفلسفة والسياسة والاقتصاد، مركزًا لأبحاث الفلسفة والسياسة والاقتصاد.

### في كندا
تمنح عدّة جامعات ومؤسسات علميّة في كندا خالياً درجات علميّة في الفلسفة والسياسة والاقتصاد معاً، وأبرزها مدرسة فرانك ماكينا للفلسفة والسياسة والاقتصاد في جامعة ماونت أليسون.

### في آسيا
أضافت عدّة جامعات في دول قارة آسيا مؤخراً إلى برامجها التعليميّة إمكانية دراسة الفلسفة والسياسة والاقتصاد، والتي من أبرزها جامعة تسينغ - هوا الصينيّة، وجامعة سنغافورة الوطنية، وجامعة تل أبيب، وجامعة أشوكا في الهند.

## التاريخ
كانت جامعة أكسفورد بالمملكة المتحدة هي أول جامعة أنشأن الفلسفة والسياسة والاقتصاد كبرنامج تعليمي للحصول على درجة علمية في عشرينيات القرن العشرين كبديل حديث لفرع الدراسة التي عُرفت قديماً بالدراسات الحضارية أو علم العظماء، حيث رأت جامعة أكسفورد أنّ المسمّى الجديد يُعتقد أنها يوفّر بديلاً أكثر حداثة وملاءمة للعاملين في مجالات الخدمة المدنية. لهذا السبب اشتهرت دراسة الفلسفة والسياسة والاقتصاد في البداية باسم علم العظماء المعاصرين.
بدأ الرعيل الأول من طلاب الفلسفة والسياسة والاقتصاد بجامعة أكسفورد دراستهم في خريف عام 1921. وكانت اللائحة الأولى التي تأسس بموجبها البرنامج التعليمي تنص على أن يكون موضوع الدراسة هو دراسة الهيكل والمبادئ الفلسفية والاقتصادية للمجتمع الحديث. كان إجباريًا في البداية دراسة جميع المواد الثلاثة طيلة سنوات الدراسة الثلاث، ولكن في عام 1970 خُفّفت المناهج الدراسية، وصار بإمكان الطلاب منذ ذلك الحين حذف مادة واحدة بعد السنة الأولى. وهناك عدد قليل من الطلاب يقرر الاستمرار في دراسة العلوم الثلاثة.
بدأ بعض الطلاب خلال ستينيات القرن العشرين في انتقاد برنامج جامعة أكسفورد التعليميّ لدراسة الفلسفة والسياسة والاقتصاد من منظور يساري، وبلغت تلك الانتقادات ذروتها حين نُشر كتيب بعنوان فقر الفلسفة والسياسة والاقتصاد في عام 1968 للكاتب تريفور باتمان الذي رأى بإن البرنامج التعليمي لا يقدم أي تدريب على المستوى الفعلي باستثناء تعزيز القدرة على كتابة مقالات قصيرة أو مرسلة ذات درجة عالية من الكمال اعتماداً على القليل من المعرفة، وهو تدريب مثالي للمهندس الاجتماعي. دعا الكتيب أيضاً إلى دمج دراسة علم الاجتماع وعلم الإنسان والفن بهدف المساعدة في نشر الراديكالية والتعبئة السياسية خارج الجامعة. أدّى الكتيب إلى إجراء بعض التعديلات الطفيفة على المناهج التعليمية مثل إضافة كتاب يساريين مؤثرين مثل فرانتز فانون، وريجيس ديبراي إلى قوائم القراءات السياسية، إلى أن جوهر البرنامج التعليمي ظل كما هو.
اعتبر كريستوفر ستراي إلى برنامج دراسة الفلسفة والسياسة والاقتصاد أحد أسباب الانحدار التدريجي للدراسات الكلاسيكية، حيث بدأ الكلاسيكيون في الحياة السياسية يتفوقون على أولئك الذين درسوا علم العظماء المعاصرين.
بينما وصف كلّ من داريو كاستيجليون وإيان هامبشير مونك دراسة الفلسفة والسياسة والاقتصاد بأنها دراسة أساسية لتنمية الفكر السياسي في المملكة المتحدة منذ أن أسست علاقة بين السياسة والفلسفة. كانت السياسة قبل ذلك تُدرس في جامعة أكسفورد، وفي جامعة كامبريدج فقط كفرع من فروع التاريخ الحديث.

## المواد التعليمية
اعتقد القائمون على اللوائح التأسيسية للبرنامج التعليمي لجامعة أكسفورد لدراسة الفلسفة والسياسة والاقتصاد بصحة الرأي القائل بأنه فهم الظواهر الاجتماعية، ينبغي على المرء أن يتعامل معها من عدة اتجاهات أدبية تكميلية وأطر تحليليّة. ومن ثمّ تعتبر دراسة الفلسفة هامّة لأنها تزود الطلاب بالأدوات الوصفية مثل القدرة على التفكير بدقة وبصورة منطقية، كما تسهّل التفكير الأخلاقي. وتعتبر دراسة السياسة ضروريّة لأنها تعرّف الطلاب بالمؤسّسات التي تحكم المجتمع، وتساعد في حلّ مشاكل العمل الجماعي. ويُنظر إلى دراسة الاقتصاد باعتبارها دراسة حيوية في العالم الحديث، لأن القرارات السياسية غالبًا ما ترتبط بالأمور الاقتصادية، وغالبًا ما تتأثر القرارات الحكومية بالأحداث الاقتصادية. كانت معظم الطلاب في جامعة أكسفورد يقومون بحذف إحدى المواد الثلاثة في السنتين الثانية والثالثة من دراستهم. تضم جامعة أكسفورد حالياً ما يزيد عن 600 طالب جامعي يدرسون الفلسفة والسياسة والاقتصاد، وتقبل سنويّاً أكثر من 200 طالب في هذا النوع من الدراسة.

## الآراء الأكاديمية
يرى كل من الصحفي البريطاني نيك كوهين، أحد خريجي جامعة أكسفورد الذين درسوا الفلسفة والسياسة والاقتصاد بالجامعة، والمدرس السابق بالجامعة إيان ماكلين أن اتساع مجالات الدراسة يُعد أمراً هامّاً، كما أنّه أحد عوامل جاذبيتها، وخاصة لأن المجتمع البريطاني يقدّر الأشخاص الذين يملكون معارفاً أكثر عمومية على الأشخاص المتخصّصين. كما أشار موريس جلاسمان، وهو زميل أكاديمي وعمالي، إلى أن دراسة الفلسفة والسياسة والاقتصاد تجمع بين مميزات الحصول على شهادة جامعية متميزة، وبين الدراسة التي تؤهل الشخص في نهاية المطاف للوصول إلى مراكز مرموقة بعد تخرجه، لذا فإنها تُعتبر برنامجاً تعليمباً مثاليّاً للراغبين في عضوية مجلس الوزراء، كما تمنحك الدراسة وجهة نظر الحياة، إلّا أنها لديها تميل في بعض الاحيان إلى بعض التوجّهات السياسيّة مثل سياسة الوفاق والتكنوقراطية.
ينتقد جيفري إيفانز، زميل جامعة أكسفورد في السياسة، أن نجاح برنامج أكسفورد التعليمي وازدياد الإقبال عليه من الطلاب يشير إلى سمة دائمة من سمات الإدارة الوطنية في بريطانيا، والتي تعمل وفقاً لأسلوب أطلق عليه «الكل في الكل». هناك بعض التفاوتات التي لا مفر منها في النظام الاقتصادي الحالي، والتي تؤثّر على فرص القبول بالجامعة، وبالتالي فرص التوظيف الجيدة للخريجين الناجحين. كان القصد من المسألة في حد ذاتها، من منظور جيفري إيفانز، أن تكون انعكاسًا أخلاقيًا أبويًا حول كيفية قيام الحكومات والشعوب بإدامة التقسيم الطبقي الاجتماعي.
اعترف ستيوارت وود المستشار السابق لرئيس الوزراء البريطاني الأسبق إد ميليباند الذي درس الفلسفة والسياسة والاقتصاد في جامعة أكسفورد في ثمانينيات القرن العشرين، وعمل مدرّساً للسياسة في نفس الجامعة في تسعينيات القرن العشرين والعقد الأول من القرن الحادي والعشرين، بأن البرنامج التعليمي كان بطيئًا في مواكبة التطورات السياسية المعاصرة، وخاصّة في الجزء السياسي من دراسة الفلسفة والسياسة والاقتصاد، حيث كان الطلاب يقضون ثلاث سنوات دون مناقشة قضية واحدة معاصرة تتعلق بالسياسة العامة. وذكر أيضًا أن هيكل البرنامج التعليميّ منحه تحيزًا وسطيًا، نظرًا لمجموعة المواد التي تم حجبها مما يجعل معظم الطلاب لديهم اعتقاد خاطئ بأن الطريقة الوحيدة لتحقيق العدالة هي اتخاذ موقف مركزي.

## قائمة الجامعات التي تتيح دراسة الفلسفة والسياسة والاقتصاد

### في المملكة المتحدة
- مدرسة بيركبيك في جامعة لندن[22]
- جامعة دورهام[23]
- مدرسة غولدسميث في جامعة لندن[24]
- جامعة كيلي
- كلية كينغز لندن[25]
- جامعة كينغستون[26]
- جامعة لانكستر[27]
- كلية لندن للاقتصاد[28]
- الجامعة المفتوحة[29]
- جامعة كوينز بلفاست[30]
- مدرسة رويال هولواي في جامعة لندن[31]
- جامعة سوانسي[32]
- كلية لندن الجامعية[33]
- جامعة أبردين[34]
- جامعة باكنغهام[35]
- الكلية الجديدة للعلوم الإنسانية في جامعة نورث إيسترن[36]
- جامعة ايست انجليا[37]
- جامعة إدنبرة
- جامعة إسكس[38]
- جامعة اكستر[39]
- جامعة المرتفعات والجزر
- جامعة هل[40]
- جامعة ليدز[41]
- جامعة ليفربول[42]
- جامعة لوفبرا[43]
- جامعة مانشستر[44]
- جامعة نوتنغهام
- جامعة أكسفورد[45]
- جامعة ريدينغ
- جامعة ساوثهامبتون[46]
- جامعة ستيرلنغ[47]
- جامعة ساسكس[48]
- جامعة وارويك[49]
- جامعة وينشستر[50]
- جامعة يورك[51]

### في أيرلندا
- جامعة أيرلندا الوطنية في ماينوث[52]
- كلية دبلن الجامعية
- كلية الثالوث في جامعة دبلن

### في كندا
- جامعة ماونت أليسون[53]
- جامعة كوينز[54]
- جامعة كنغز[55]
- جامعة كولومبيا البريطانية (حرم أوكاناجان)[56]
- جامعة ريجينا[57]
- جامعة ويسترن أونتاريو[58][59]
- جامعة ويلفريد لورييه[60]

### في الولايات المتحدة الأمريكية
- كلية أوستن[61]
- جامعة بينغهامتون (يُدرس فيها البرنامج التعليمي تحت مسمّى الفلسفة والسياسة والقانون بدلاً من الفلسفة والسياسة والاقتصاد)[62]
- جامعة بولينج جرين ستيت (يُدرس فيها البرنامج التعليمي تحت مسمّى الفلسفة والسياسة والقانون بدلاً من الفلسفة والسياسة والاقتصاد)[63]
- كلية بويس[64]
- جامعة كارنيجي ميلون (يُدرس فيها البرنامج التعليمي تحت مسمّى الأخلاق والتاريخ والسياسة العامة بدلاً من الفلسفة والسياسة والاقتصاد)[65]
- جامعة كارول[66]
- كلية كليرمونت ماكينا[67]
- كلية كريسويل[68]
- كلية دارتموث (يُدرس فيها البرنامج التعليمي تحت مسمّى السياسة والفلسفة والاقتصاد بدلاً من الفلسفة والسياسة والاقتصاد)[69]
- جامعة دينيسون[70]
- جامعة دركسل[71]
- جامعة ديوك[72]
- جامعة أوريغون الشرقية[73][74]
- كلية إيموري وهنري[75]
- جامعة جورج ماسون[76]
- جامعة ولاية جورجيا[77]
- كلية جونياتا[78]
- الكلية الملكية في نيويورك[79]
- جامعة لا سال[80]
- جامعة ميرسر[81]
- جامعة ولاية مينيسوتا في مانكاتو[82]
- جامعة جبل سانت ماري[83]
- معهد مورفي في جامعة تولين (يُدرس فيها البرنامج التعليمي تحت مسمّى الاقتصاد السياسيّ بدلاً من الفلسفة والسياسة والاقتصاد)[84]
- جامعة نورث إيسترن[85]
- جامعة ولاية أوهايو[86]
- كلية بومونا[87]
- جامعة روتجرز في نيو برونزويك
- جامعة سياتل باسيفيك[88]
- جامعة سوفولك[89]
- جامعة تايلور[90]
- جامعة ترانسيلفانيا[91]
- جامعة اكرون[92]
- جامعة ألاباما في برمنغهام[93] (تُركّز بشكل أكثر على الاقتصاد) [94]
- جامعة أريزونا[95] (يُدرس فيها البرنامج التعليمي تحت مسمّى الفلسفة والسياسة والقانون بدلاً من الفلسفة والسياسة والاقتصاد
- جامعة بافالو[96]
- جامعة آيوا[97] (يُدرس فيها البرنامج التعليمي تحت مسمّى الأخلاق والسياسة العامة بدلاً من الفلسفة والسياسة والاقتصاد
- جامعة ماريلاند
- جامعة ميشيغان[98]
- جامعة نورث كارولينا في تشابل هيل[99]
- جامعة نوتردام[100]
- جامعة بنسلفانيا[101]
- جامعة بيتسبرغ[102]
- جامعة ريتشموند[103] (يُدرس فيها البرنامج التعليمي تحت مسمّى الفلسفة والسياسة والاقتصاد والقانون بدلاً من الفلسفة والسياسة والاقتصاد)[104]
- جامعة روتشستر[105]
- جامعة فيرجينيا[106] (يُدرس فيها البرنامج التعليمي تحت مسمّى الفلسفة والسياسة والقانون بدلاً من الفلسفة والسياسة والاقتصاد)
- جامعة واشنطن في بوثيل[107] (يُدرس فيها البرنامج التعليمي تحت مسمّى لقانون والاقتصاد والسياسة العامة بدلاً من الفلسفة والسياسة والاقتصاد)
- جامعة واشنطن في تاكوما[108]
- جامعة ويسكونسن[109] (يُدرس فيها البرنامج التعليمي تحت مسمّى الاقتصاد السياسي والسياسة والفلسفة بدلاً من الفلسفة والسياسة والاقتصاد)
- جامعة فرجينيا للتقنية[110]
- كلية واباش[111]
- جامعة ويسليان[112] (يُدرس فيها البرنامج التعليمي تحت مسمّى كلية الدراسات الاجتماعية بدلاً من الفلسفة والسياسة والاقتصاد
- جامعة ويسترن في واشنطن[113]
- جامعة ويلنغ اليسوعية[114] (يُدرس فيها البرنامج التعليمي تحت مسمّى الفلسفة السياسية والاقتصادية بدلاً من الفلسفة والسياسة والاقتصاد)
- جامعة خافيير (يُدرس فيها البرنامج التعليمي تحت مسمّى الفلسفة والسياسة والجمهور بدلاً من الفلسفة والسياسة والاقتصاد)[115]
- جامعة ييل (يُدرس فيها البرنامج التعليمي تحت مسمّى الأخلاق والسياسة والاقتصاد بدلاً من الفلسفة والسياسة والاقتصاد)[116]

### في أفريقيا
- جامعة ستيلينبوش[117]
- جامعة أوبافيمي أولوو في نيجيريا[118]
- جامعة كيب تاون[119]
- جامعة كوازولو ناتال[120]
- جامعة جنوب افريقيا[121]
- جامعة جوهانسبرج[122]
- جامعة ويتواترسراند[123]
- جامعة أفي بابالولا في نيجيريا[124]
- جامعة بريتوريا[125]

### في أوقيانوسيا
- الجامعة الوطنية الاسترالية[126]
- جامعة لا تروب[127]
- جامعة اديلايد[128]
- جامعة نيو ساوث ويلز[129]
- جامعة أوتاغو[130]
- جامعة كوينزلاند[131]
- الجامعة التكنولوجية في سيدني[132]
- جامعة استراليا الغربية[133]
- جامعة ولونغونغ[134]
- جامعة فيكتوريا في ويلينغتون[134]
- جامعة مردوخ[135]
- جامعة موناش[136]

### في أوروبا
- جامعة بيفروست في أيسلندا[137]
- جامعة كا فوسكاري في البندقية بإيطاليا (يُدرس فيها البرنامج التعليمي تحت مسمّى الفلسفة والدراسات الدولية والاقتصاد بدلاً من الفلسفة والسياسة والاقتصاد)
- معهد سيفرو في براغ بجمهورية التشيك
- جامعة أوروبا الوسطى في فيينا بالنمسا
- جامعة تشارلز في براغ بجمهورية التشيك[138]
- جامعة تشارلز الثالث في مدريد، وجامعة مدريد المستقلة، وجامعة برشلونة المستقلة، وجامعة بومبيو فابرا في إسبانيا.[139][140]
- جامعة أنقرة في تركيا (يُدرس فيها البرنامج التعليمي تحت مسمّى السياسة والاقتصاد بدلاً من الفلسفة والسياسة والاقتصاد)[141]
- جامعة فرانسيسكو دي فيتوريا في إسبانيا[142]
- جامعة بولزانو الحرة بإيطاليا
- جامعة لايدن في هولندا[143]
- الجامعة الدولية الحرة للدراسات الاجتماعية جويدو كارلي في روما بإيطاليا[144]
- جامعة لودفيج ماكسيميليان في ميونيخ بألمانيا[145]
- جامعة لوند في السويد[146]
- المدرسة العليا للاقتصاد في الجامعة الوطنية للبحوث (تحت مسمّى السياسة والاقتصاد والفلسفة) في موسكو بروسيا
- جامعة ساينس بو في فرنسا
- جامعة ستوكهولم في السويد
- جامعة لوفان الكاثوليكية في بلجيكا[147]
- الجامعة الأوكرانية الكاثوليكية في لفيف بأوكرانيا (تحت مسمّى الأخلاق والسياسة والاقتصاد)
- جامعة بومبيو فابرا في برشلونة بإسبانيا[148]
- جامعة نافارا في إسبانيا[149]
- جامعة أمستردام في هولندا (تحت مسمّى السياسة وعلم النفس والقانون والاقتصاد)[150]
- جامعة بايرويت في ألمانيا[151]
- جامعة برن في سويسرا (تحت مسمى الفلسفة السياسية والقانونية والاقتصادية)[152]
- جامعة ديوستو في إقليم الباسك[153]
- جامعة رامون لول في برشلونة[154]
- جامعة كوميلاس البابوية في مدريد بإسبانيا[155]
- جامعة دوسلدورف في ألمانيا
- جامعة فيينا في النمسا (تحت مُسمّى الفلسفة والاقتصاد)
- جامعة سالزبورغ في النمسا
- جامعة غراتس في النمسا (تحت مُسمّى الفلسفة السياسية والاقتصادية والقانونية)[156]
- جامعة هامبورغ في ألمانيا (تحت مُسمّى السياسة والاقتصاد والفلسفة)[157]
- جامعة لوسيرن في سويسرا[158]
- جامعة ميلانو في إيطاليا (تحت مُسمّى بكالوريوس السياسة الدولية والقانون والاقتصاد، أو ماجستير السياسة والفلسفة والشؤون العامة)[159][160]
- جامعة أوتريخت في هولندا
- جامعة ترومسو في النرويج[161]
- جامعة فيو بأمستردام في هولندا[162]
- جامعة ويتن هيرديك في ألمانيا[163]
- جامعة زيورخ في سويسرا (تحت مسمّى الفلسفة الاقتصادية والسياسية)[164]

### في آسيا
- جامعة تسينغ - هوا في الصين[165]
- جامعة بكين في الصين
- جامعة رنمين الصينية في الصين[166]
- جامعة بكين للمعلمين في الصين
- جامعة نانكاي في الصين
- جامعة ووهان في الصين
- جامعة شاندونغ في الصين
- جامعة منغوليا الداخلية في الصين
- جامعة تشونغنان للاقتصاد والقانون في الصين
- جامعة سيول الحكومية في كوريا الجنوبية
- جامعة كوريا في كوريا الجنوبية
- جامعة كيونغ بوك الوطنية في كوريا الجنوبية
- جامعة سوغانغ في كوريا الجنوبية
- جامعة هانيانغ في كوريا الجنوبية (يُدرس فيها البرنامج التعليمي تحت مسمّى الفلسفة والسياسة والاقتصاد والقانون بدلاً من الفلسفة والسياسة والاقتصاد)[167]
- الجامعة العبرية في القدس بإسرائيل
- جامعة تل أبيب في إسرائيل يُدرس فيها البرنامج التعليمي تحت مسمّى الفلسفة والسياسة والاقتصاد والقانون بدلاً من الفلسفة والسياسة والاقتصاد)
- جامعة رانجسيت في تايلاند
- جامعة تاماسات في تايلاند
- جامعة واسيدا في اليابان[168]
- جامعة ييل في سنغافورة[169]
- جامعة سنغافورة الوطنية في سنغافورة[170]
- جامعة لكهنو في لكهنو بالهند
- جامعة أميتي في نويدا بالهند[171]
- جامعة بنغالور في بنغالور بالهند
- معهد بيرلا للتكنولوجيا والعلوم في الهند
- جامعة أشوكا في الهند
- الجامعة الآسيوية للبنات في بنغلاديش

### في أمريكا اللاتينية
- جامعة توركواتو دي تيلا في الأرجنتين
- جامعة متروبوليتانا في فنزويلا